# Yamaha Austria Racing Team
Das Yamaha Austria Racing Team, kurz YART, ist ein österreichisches Langstrecken-Motorradrennteam, welches 2001 gegründet wurde. YART ist Langstrecken-Weltmeister 2009, 2023 und aktuell offizielles Yamaha-Entwicklungs- und Testteam.

## Erfolge
- 2006 – Langstrecken-Vizeweltmeister auf Yamaha
- 2008 – Langstrecken-Vizeweltmeister auf Yamaha
- 2009 – Langstrecken-Weltmeister auf Yamaha
- 2019/20 – Langstrecken-Vizeweltmeister auf Yamaha
- 2023 – Langstrecken-Weltmeister auf Yamaha
- 2024 – Langstrecken-Vizeweltmeister auf Yamaha
- 13 Siege in der Langstrecken-Weltmeisterschaft
- 20 Pole-Positions in der Langstrecken-Weltmeisterschaft
- 15 Schnellste Rennrunden in der Langstrecken-Weltmeisterschaft
- 42 Podiumsplatzierungen in der Langstrecken-Weltmeisterschaft

### Statistik in der Langstrecken-WM
| Saison  | Fahrer | Rennen | Punkte | Siege | Podien | Poles | Schn. Runden | WM-Rang | Gewonnene Rennen                                                                            |
| ------- | --- | ------ | ------ | ----- | ------ | ----- | ------------ | ------- | ------------------------------------------------------------------------------------------- |
| 2001    | Horst Saiger Mandy Kainz                                                                                   | 2      | 2      |       |        |       |              |         |                                                                                             |
| 2002    | Horst Saiger Erwin Wilding Mirko Kalsek                                                                    | 5      | 30     |       |        |       |              | 9.      |                                                                                             |
| 2003    | Horst Saiger Erwin Wilding Karl Truchsess                                                                  | 7      | 62     |       | 1      |       |              | 7.      |                                                                                             |
| 2004    | Igor Jerman Horst Saiger Thomas Hinterreiter Marc Garcia Dean Thomas Mike Edwards Gary Mason James Ellison | 6      | 100    |       | 1      |       |              | 4.      |                                                                                             |
| 2005    | Igor Jerman Horst Saiger Thomas Hinterreiter Gwen Giabbani                                                 | 5      | 62     |       | 2      |       |              | 3.      |                                                                                             |
| 2006    | Igor Jerman Gwen Giabbani Sebastien Scarnato                                                               | 7      | 150    | 1     | 6      |       | 1            | 2.      | 8 Stunden von Suzuka (Superbike-Klasse)                                                     |
| 2007    | Igor Jerman Steve Martin Sebastien Scarnato Damian Cudlin                                                  | 6      | 75     |       | 2      |       |              | 3.      |                                                                                             |
| 2008    | Igor Jerman Steve Martin Gwen Giabbani Steve Plater Olivier Four                                           | 6      | 95     | 1     | 3      |       | 1            | 2.      | 8 Stunden von Doha                                                                          |
| 2009    | Igor Jerman Steve Martin Gwen Giabbani                                                                     | 6      | 145    | 4     | 4      | 1     | 3            | 1.      | 24 Stunden von Le Mans 8 Stunden von Oschersleben 8 Stunden von Albacete 8 Stunden von Doha |
| 2010    | Igor Jerman Steve Martin Gwen Giabbani                                                                     | 5      | 60     |       | 2      |       |              | 3.      |                                                                                             |
| 2011    | Igor Jerman Steve Martin Gwen Giabbani Katsuyuki Nakasuga Loris Baz                                        | 5      | 54     |       | 1      |       | 1            | 5.      |                                                                                             |
| 2012    | Igor Jerman Steve Martin Gwen Giabbani Katsuyuki Nakasuga Noriyuki Haga Tommy Hill                         | 5      | 59     |       | 1      | 1     | 1            | 6.      |                                                                                             |
| 2013    | Igor Jerman Broc Parkes Joshua Waters Katsuyuki Nakasuga Sheridan Morais                                   | 4      | 71     |       | 2      | 1     | 1            | 5.      |                                                                                             |
| 2014    | Igor Jerman Broc Parkes Patrick Olson Katsuyuki Nakasuga Wayne Maxwell Sheridan Morais                     | 4      | 70     |       | 1      |       |              | 6.      |                                                                                             |
| 2015    | Max Neukirchner Broc Parkes Iván Silva Sheridan Morais                                                     | 4      | 41     |       | 1      | 1     | 1            | 10.     |                                                                                             |
| 2016    | Max Neukirchner Marvin Fritz Broc Parkes Iván Silva Sheridan Morais Kotha Nozane Takuya Fujita             | 4      | 60     |       |        | 1     | 1            | 6.      |                                                                                             |
| 2016/17 | Marvin Fritz Broc Parkes Josh Hayes Sheridan Morais Kotha Nozane                                           | 5      | 130,5  |       | 2      | 1     | 1            | 3.      |                                                                                             |
| 2017/18 | Max Neukirchner Marvin Fritz Broc Parkes Kotha Nozane Takuya Fujita                                        | 5      | 30     | 1     | 1      | 1     | 1            | 16.     | 8 Stunden auf dem Slowakiaring                                                              |
| 2018/19 | Marvin Fritz Broc Parkes Niccolò Canepa                                                                    | 5      | 110,5  | 1     | 2      | 1     | 1            | 4.      | 8 Stunden auf dem Slowakiaring                                                              |
| 2019/20 | Marvin Fritz Broc Parkes Niccolò Canepa Loris Baz Karel Hanika                                             | 4      | 149,5  | 2     | 2      | 3     |              | 2.      | 8 Stunden von Sepang 12 Stunden von Estoril                                                 |
| 2021    | Marvin Fritz Niccolò Canepa Karel Hanika                                                                   | 4      | 88     |       | 1      | 3     | 1            | 6.      |                                                                                             |
| 2022    | Marvin Fritz Niccolò Canepa Karel Hanika                                                                   | 4      | 97     |       | 1      | 2     |              | 6.      |                                                                                             |
| 2023    | Marvin Fritz Niccolò Canepa Karel Hanika                                                                   | 4      | 181    | 1     | 2      | 1     |              | 1.      | 24 Stunden von Spa                                                                          |
| 2024    | Marvin Fritz Niccolò Canepa Karel Hanika                                                                   | 4      | 159    | 1     | 4      | 3     | 1            | 2.      | 8 Stunden von Spa                                                                           |
| 2025    | Marvin Fritz Jason O’Halloran Karel Hanika                                                                 | 1      | 63     | 1     | 1      | 1     |              | 1.      | 24 Stunden von Le Mans                                                                      |